# Burgenland Freizeit
Die BF (Burgenländische Freiheit bzw. Burgenland Freizeit) war eine burgenländische Zeitung. Bis Ende 2006 war die BF die Parteizeitung der SPÖ Burgenland. BF und Burgenländische Volkszeitung (BVZ) (bis 2004 Parteizeitung der burgenländischen ÖVP) waren viele Jahre die dominierenden regionalen Wochenzeitungen im östlichsten österreichischen Bundesland.
Die „BF“ wurde im November 1921 unter der Bezeichnung „Burgenländische Freiheit“ gegründet. Es war dies das Jahr der Aufnahme des Burgenlandes (ehemaliges Deutsch-Westungarn) als selbständiges Bundesland in die Österreichische Republik. 
In der Zeit des Austrofaschismus wurde die Zeitung verboten. Einen Neubeginn startete die Burgenländische Freiheit am 21. Februar 1946. Am 10. Februar 1967 wurde die Burgenländische Freiheit in „BF-Zeitung für das Burgenland“ umbenannt. Die Zeitung erschien wöchentlich, seit den 1960er-Jahren im Kleinformat (95 × 258 mm).
Nach Übernahme der Zeitung durch die Medienbeteiligungs GmbH Burgenland 2006 wurde die BF in „Burgenland Freizeit“ umbenannt und erschien nur mehr alle 14 Tage als Gratisblatt. Im Jänner 2009 stellte sie aus Kostengründen den Betrieb ein.

## Medieninhaber und Herausgeber
Medieninhaber ist die Medienbeteiligungs GmbH Burgenland in der Landeshauptstadt Eisenstadt. Die Eigentümer sind die Intermedias Verlags – GmbH Nfg. & Co KG (74 %) und der SPÖ-nahe Verein „Freunde der BF“ (26 %).

## Verbreitung
Laut Österreichischer Media-Analyse 2006 hatte die BF in Österreich 77.000 Leser. Dies entspricht einer Reichweite von 1,1 % in Österreich (Burgenland: 30,1 %). Die Gesamtauflage betrug 2007 116.587 Exemplare.

## Inhalte und Blattlinie
Die Burgenland Freizeit berichtete über Politik, Kultur, Wirtschaft, lokales Geschehen und Sport aus dem Burgenland und seinen Gemeinden.
Die Zeitung ist nach eigener Definition „journalistisch unabhängig“ und „den Grundwerten parlamentarischer Demokratie, republikanischer Staatsform und Rechtsstaatlichkeit verpflichtet und lehnt politischen Extremismus und Totalitarismus ab“.

## BF-Archiv online
Mit Hilfe der Burgenländischen Landesregierung und der EU-Regionalförderung wurde als Kulturprojekt digitalisiert. Alle Ausgaben der BF ab 1922 können seit September 2010 kostenlos online abgerufen werden. Seit Februar 2011 ist in allen Exemplaren eine Volltextsuche möglich. Sie ist damit die erste Zeitung in einem deutschsprachigen Archiv, in dem das komplette Archiv über eine Online-Suche verfügt.